# Carlo Borgatta
Carlo Borgatta (Rocca Grimalda, 17 marzo 1840 – Rocca Grimalda, 19 agosto 1914) è stato un politico italiano.

## Biografia
Borgatta nacque da una delle famiglie più importanti del piccolo borgo alessandrino di Rocca Grimalda.
Venne nominato da Sua Maestà Umberto I Senatore del Regno d'Italia  il 14 giugno 1900 e il giorno 23 dello stesso mese pronunciò il giuramento.
Trasferitosi a Roma per esplicare i suoi compiti istituzionali, in tarda età ritornò al paese natio e qui morì.
La cittadinanza di Rocca Grimalda ha voluto ricordare questo illustre concittadino dando il suo nome alla piazza principale del centro storico, Piazza Senatore Borgatta, in fronte al castello un tempo proprietà della sua famiglia e al palazzo ottocentesco che i Borgatta fecero costruire all'ingresso del borgo, oggi adibito a palazzo comunale.